# یواس‌اس اورستس (ای‌جی‌پی-۱۰)
یواس‌اس اورستس (ای‌جی‌پی-۱۰) (به انگلیسی: USS Orestes (AGP-10)) یک کشتی بود که طول آن ۳۲۸ فوت (۱۰۰ متر) بود. این کشتی در سال ۱۹۴۳ ساخته شد.